# António Barbosa Leão
António Barbosa Leão (Parada de Todeia, Paredes, 17 de Outubro de 1860 — Porto, 21 de Junho de 1929) foi um religioso católico português, bispo da Diocese do Porto.

## Biografia
Era, segundo José do Barreiro, filho "dum honrado e modesto lavrador, (...) Manoel Barbosa e esposa D. Maria Barbosa Leão, que mandaram os filhos, em creanças para o Porto, destinados ao comércio. O filho António foi para uma oficina de ourives", onde ficou até aos vinte anos.
Então, sentindo vocação para a Igreja, foi estudar para o colégio do Carmo de Penafiel, e depois para o seminário do Porto. Celebrou a sua primaira missa em 6 de Agosto de 1886 "na sua terra natal" e em Outubro desse ano "foi chamado para professor do colégio da Formiga, lecionando nesse cargo as disciplinas de Francês, História e Geografia".
De seguida foi professor no Seminário dos Carvalhos, em Gaia de 1887 a 1890, donde saíu para paroquiar a freguesia de Lustosa.
Em 1899, António José de Sousa Barroso, novo Bispo do Porto, vindo do Oriente, onde era Bispo de São Tomé de Meliapor, visita as freguezias da sua diocese, e o padre António é quem o acompanha nos concelhos de Paredes, Penafiel, Lousada e Felgueiras, que tinha fama de grande pregador. Em Dezembro de 1904 apresenta resignação para se dedicar à pregação.
Em 1906, D. António Mendes Belo, bispo de Angola, é transferido para o Algarve, e, em 25 de Abril desse mesmo ano, o Bispo do Porto nomeia o padre António Bispo de Angola e Congo; dois anos mais tarde, o mesmo António Mendes Belo recebe a dignidade de Cardeal Patriarca de Lisboa, e António Barbosa Leão torna-se Bispo do Algarve em 19 de Dezembro de 1907, chegando de Angola a Portugal apenas em Abril de 1908.
Em 9 de Julho de 1919, é nomeado Bispo do Porto. Como tal preocupou-se com a formação do clero, adquirindo para tanto a Quinta de Vilar, onde se instalou o Seminário.
Colaborou na revista Lusitânia .